# Geissois polyphylla
Geissois polyphylla är en tvåhjärtbladig växtart som beskrevs av Lecard och André Guillaumin. Geissois polyphylla ingår i släktet Geissois och familjen Cunoniaceae. Inga underarter finns listade i Catalogue of Life.